# 코트부서 플라츠역
코트부서 플라츠역(U-Bahnhof Cottbusser Platz)은 베를린 마르찬헬러스도르프구 헬러스도르프에 있는 U5의 역이다. 1989년 7월 1일에 개통했다. 헬러스도르퍼 슈트라세(Hellersdorfer Straße)와 코트부서 플라츠 광장이 교차하는 지점 남쪽에 역이 개설되어 있다.
U5 헬러스도르프 구간의 다른 역과는 다르게 도로변보다 높은 곳에 역이 위치해 있다. 승강장 아래로 개설된 지하도를 통해서 도로변과 연결되며, 지하도 북쪽 출구는 헬러스도르퍼 슈트라세 방면, 남쪽 출구는 카롤라네어슈트라세(Carola-Neher-Straße) 및 아우어바허 링(Auerbacher Ring) 방면으로 연결된다. 승강장 길이는 110 m이며, 2열로 배치된 기둥 위로 천장 구조물이 설치되어 있다. 지하도에서 승강장 중심보다 약간 동쪽으로 진입하는 경사로가 설치되어 있다. 역사의 주 색상은 갈색이다.
건설 당시 승강장은 콘크리트 패널로 건설되었으며, 이후 콘크리트 보도 블록으로 교체되었다. 승강장 가장자리는 콘크리트 패널로 마감되었으며 흰색으로 칠해진 안전선의 기능을 겸하고 있다.

## 인접 철도역
베를린 버스 195, N5번과 환승할 수 있다.
| 베를린 지하철 5호선  | 베를린 지하철 5호선 | 베를린 지하철 5호선    |
| -------------------- | ------------------- | ---------------------- |
| 킨베르크 중앙역 방면 | U5                  | 헬러스도르프 회노 방면 |